# Hippelsbach

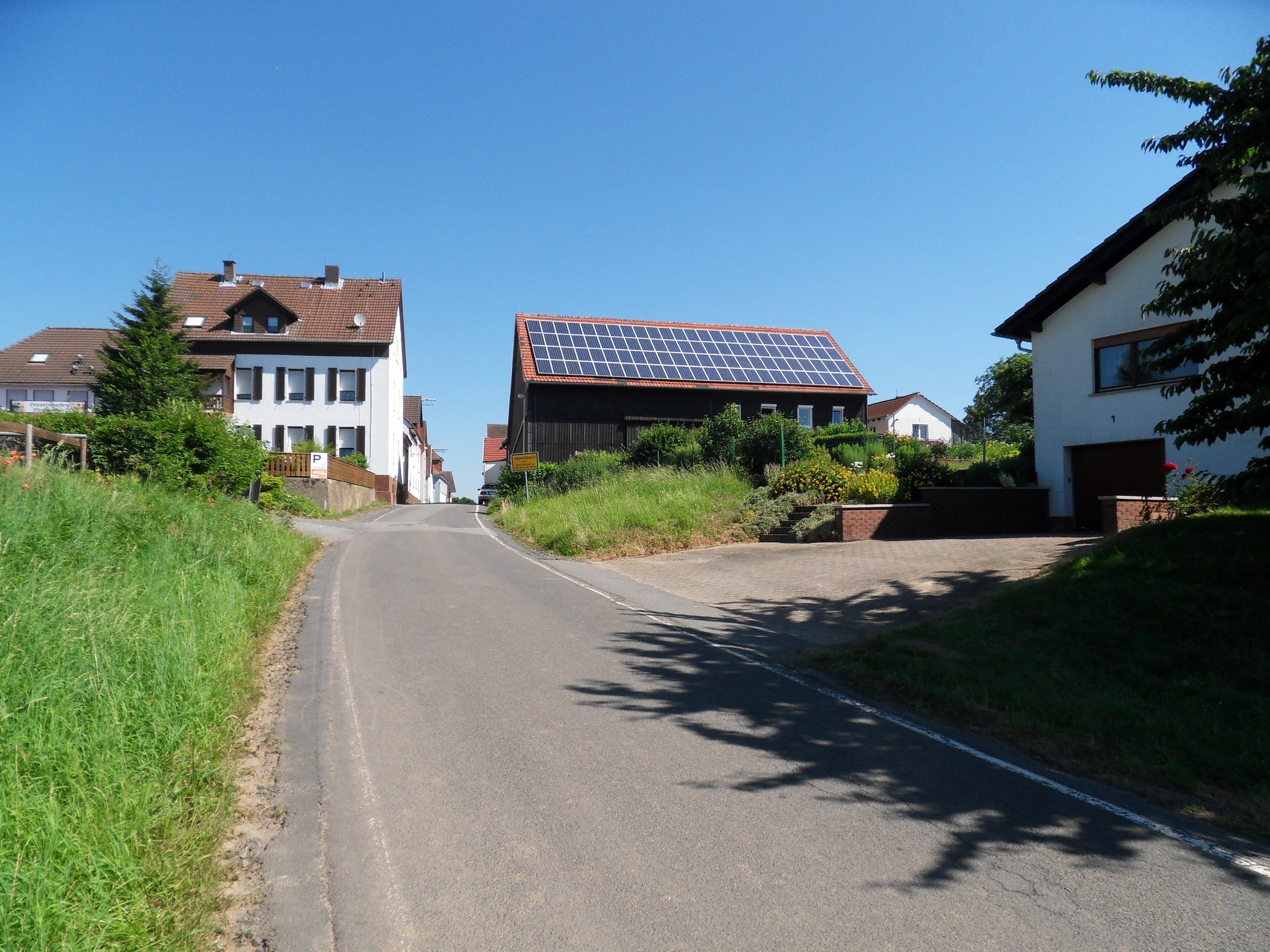
Beim Ortsschild überquert die Straße die Kreisgrenze vom Odenwaldkreis zum Landkreis Darmstadt-Dieburg. Das Anwesen rechts, eine Hofreite und ein weiteres Wohnhaus am nördlichen Ortsausgang gehören zu Wersau, alle anderen Gebäude zu Groß-Bieberau

Hippelsbach ist ein Weiler, der beiderseits der Gemarkungsgrenze von Groß-Bieberau (Landkreis Darmstadt-Dieburg) und Wersau (Gemeinde Brensbach im Odenwaldkreis) in Hessen liegt. Die Siedlung weist keinen Ortscharakter auf.  Beim Zensus 2011 wurden 45 Einwohner gezählt.

## Geologie und Naturraum
Hippelsbach liegt im Reinheimer Hügelland, das sich durch seine fruchtbaren Löss-Böden auszeichnet. Die Umgebung von Hippelsbach wird daher fast ausschließlich landwirtschaftlich genutzt.

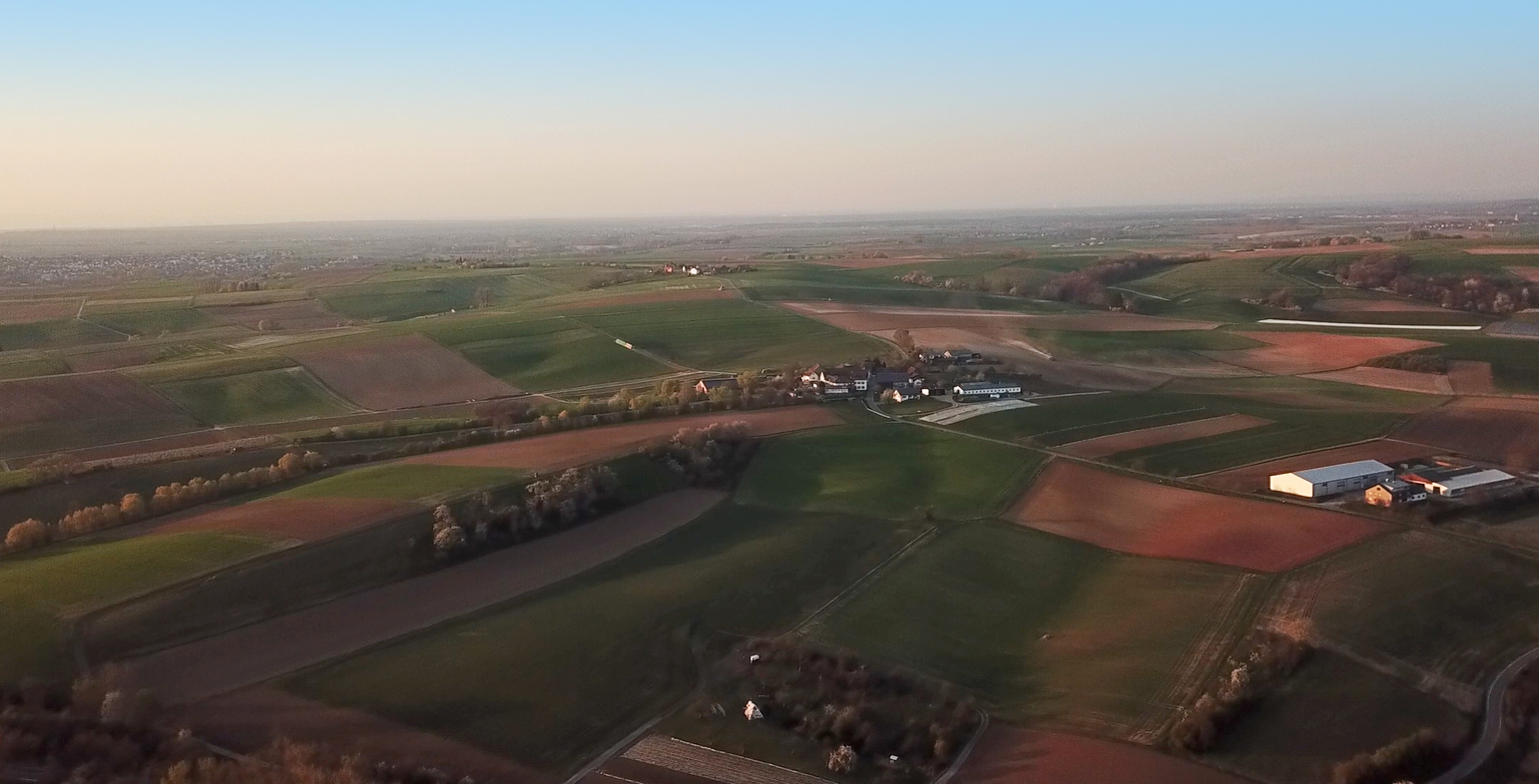
Reinheimer Hügelland, Blick in nördliche Richtung ins Dieburger Becken. Rechts das Hofgut Falkenhof, mittig der Weiler Hippelsbach, weiter nördlich ist der Weiler Hundertmorgen zu erkennen. Links die Stadt Reinheim. Nordöstlich von Hippelsbach die beiden Schluchten und Naturdenkmale Hohl Mordkaute und Hohl Griesbusch.

## Geschichte
Hippelsbach liegt an einem alten Verbindungsweg, der von der Oberrheinischen Tiefebene über die Höhen des Odenwaldes nach Wersau führte, von dort das sumpfige Tal der Gersprenz über einen Knüppeldamm durchquerte und über die Höhen der Haardt nach Groß-Umstadt zog.

Ein Steinbeil aus der Jungsteinzeit, es ist heute im Museum Schloss Fechenbach in Dieburg ausgestellt, das bei Telefonkabelverlegungen 1965 in Hippelsbach gefunden wurde, sowie Scherbenfunde der gleichen Zeitstellung am Flur Wingertsberg, belegen die frühe Anwesenheit von Menschen in diesem Gebiet.

Ein Beleg für die Besiedlung der Hippelsbach vor dem Dreißigjährigen Krieg konnte bislang nicht gefunden werden. Der Name Hippelsbach erscheint zum ersten Mal bei der Beschreibung der Felder des Bosmans-, Simons- und Wenbächer Hofes zu Biberaw, in einem Salbuch aus dem Jahre 1589. In dieser Zeit wurden die Felder der Hippelsbach bereits von Bauern aus Wersau, Brensbach und Groß-Bieberau bestellt. Die lange Anfahrt mit Kuh-Gespannen hier hoch war zeit- und kraftintensiv. Dies dürfte der vorrangige Grund für die Gründung einer neuen Siedlung Hippelsbach und auch der benachbarten Hundertmorgen gewesen sein. Verschiedene schriftliche Quellen lassen vermuten, dass die Besiedlung in der Zeit nach dem Dreißigjährigen Krieg begann.
Der erste nachweisliche Hippelsbacher war ein Johann Daniel Vogel aus Groß-Bieberau, der mit seinen drei Söhnen 1783 drei Hofreiten in Hippelsbach bewohnte.
Im Zweiten Weltkrieg entging Hippelsbach nur knapp einer Katastrophe, als nur wenige hundert Meter westlich der Siedlung eine britische Luftmine detonierte, deren Druckwelle durch die Beschaffenheit des Geländes die Häuser kaum traf, sondern größtenteils darüber hinweg ging.

## Verkehr und Infrastruktur
Für den überörtlichen Verkehr ist Hippelsbach von Wersau aus durch die Kreisstraße 118 erschlossen, die von der Bundesstraße 38 abzweigt und in Hippelsbach endet. Hippelsbach hat dieselbe Postleitzahl und Telefonvorwahl wie Brensbach.

## Sonstiges
Die Hippelsbacher Bauernstube ist eine ansässige Gaststätte mit Biergarten. Sie ist unter anderem für ihre Odenwälder Hausmacher-Spezialitäten in der Region bekannt.